# 인드라니
인드라니(산스크리트어: इन्द्राणी) 또는 샤치(산스크리트어: शची)는 힌두교에서 데바들의 여왕이다. 매혹적인 아름다움, 자존심, 친절함을 지녔다고 묘사되며, 아수라 풀로만의 딸이자 데바들의 왕인 인드라의 배우자이다.
전설에 따르면, 인드라니는 천상의 아름다움과 관능미 때문에 많은 남자들의 선망의 대상이었고, 그들 중 많은 이들이 그녀와 결혼하려고 했다. 인드라가 브리타수라를 살해한 죄에 대한 고행을 하러 떠나 있는 동안, 달 왕조의 인간 왕인 나후샤가 하늘의 지배자로 선택되었다. 나후샤는 샤치를 유혹하여 자신의 왕비로 삼으려 했지만, 그녀는 교묘하게 계략을 실행하여 나후샤를 폐위시키고 나중에 남편과 재회했다.
인드라니(또는 아인드리)는 또한 사프타 마트리카—일곱 신성한 어머니 중 한 명이다. 그녀는 힌두교의 주요 종파인 샤크티파에서 중요한 여신이다. 인드라니는 독립적인 신으로 숭배되는 경우가 드물고 인도 전역에서 대부분 인드라와 함께 숭배된다. 그녀는 또한 자이나교와 불교에서도 여신으로, 그들의 경전에 언급된다.

## 어원 및 별칭
많은 베다 여신-배우자들의 이름이 남편의 이름에 여성형 접미사를 붙여 파생된 것처럼, 인드라니(Indrāṇī)라는 단어는 인드라에서 파생되었으며 '인드라의 아내'를 의미한다. 그러나 중요한 것은 인드라 또한 아내의 이름으로 알려져 있다는 것이다. 그는 종종 샤치파티(샤치의 남편), 샤친드라(샤치의 인드라), 또는 샤치바트(샤치를 소유한 자)로 불린다.
샤치(Śacī)는 인드라니의 두드러진 또 다른 이름이다. 이 용어는 베다에서 이중적인 의미로 사용되는데, 첫째는 인드라니의 고유명사로, 둘째는 신성한 존재, 특히 인드라와 관련된 내재된 힘을 나타내는 일반적인 표현으로 사용된다. 모니어 모니어-윌리엄스 경에 따르면, '샤치'는 '말', '언변력', 또는 '웅변'을 의미한다. 이는 '말하다', '언급하다' 또는 '이야기하다'를 의미하는 산스크리트어 샤흐(shach)에서 파생되었다. 샤치는 또한 '힘', '강함', '행동' 또는 '위업'을 의미하는 단어 샤크(shak)와도 관련이 있다. 힌두 여신에 대한 연구로 유명한 데이비드 킨즐리 교수는 샤치라는 단어가 후기 샤크티, 즉 힘의 의인화 개념을 암시한다고 믿었다. 다른 학자들은 샤치를 '신성한 은혜'로 번역하기도 한다.
다른 이름은 다음과 같다:
- 아인드리 (Aindrī) – '인드라의 아내'[8]
- 폴로미 (Poulomī) – '풀로만의 딸'[9]
- 폴로무자 (Poulomujā) – '풀로만의 딸'[9]
- 데바라니 (Devarāṇī) – '데바의 여왕'
- 차루다라 (Cārudhārā) – '아름다운'[10]
- 샤크라니 (Śakrāṇī) – '샤크라(인드라)의 아내'[11]
- 마헨드라니 (Mahendrāṇī) – '마헨드라(인드라)의 아내'[11]

## 힌두 경전에서

### 베다 시대

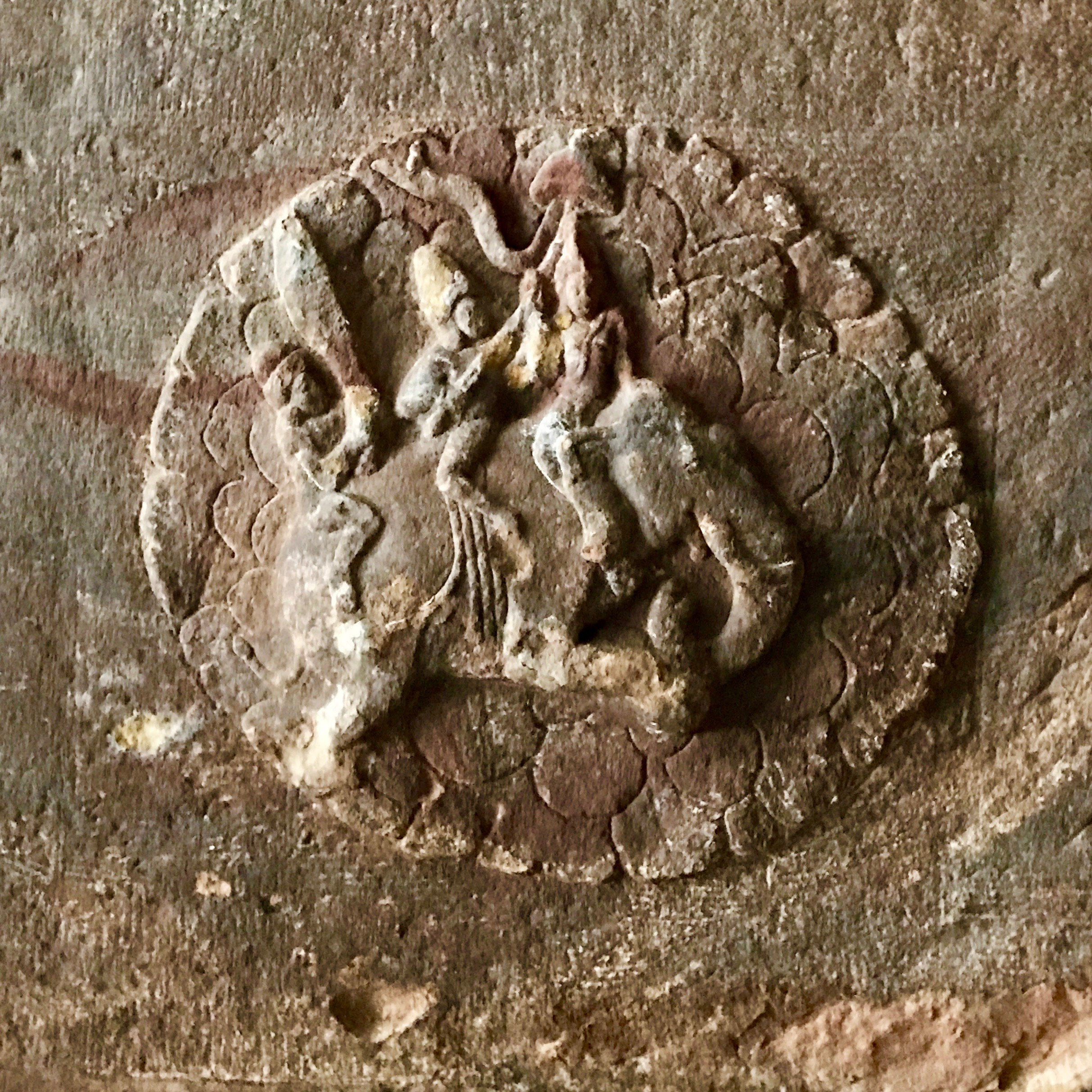
6세기 카르나타카 주 바다미의 동굴 사원에 있는 인드라, 인드라니, 아이라바타

인드라니는 기원전 2천년대 초에 편찬된 리그베다에 처음 등장한다. 수보드 카푸르에 따르면, 자연 현상을 의인화하는 많은 베다 신들과 달리 인드라니는 자신의 존재를 설명하는 자연 신화가 없으며 인드라의 아내로 시작되었을 수 있다. 인도학자 존 뮤어는 리그베다에서 그녀가 여러 번 언급되며 이 세 구절 중 처음 세 구절에서 다른 여신들과 함께 언급된다고 말한다. 또 다른 찬송가는 그녀를 가장 운이 좋은 여성으로 여기는데, 그녀의 남편 인드라는 노화로 죽을 수 없기 때문이다. 데이비드 킨즐리는 초기 문헌의 많은 여신들이 남편의 이름을 따서 지어졌으며 자신만의 독립적인 특징을 가지고 있지 않다고 말한다. 인드라니는 다른 베다 여신-배우자들보다 더 자주 언급되지만, 그녀는 남편의 그늘에 가려져 있다.
리그베다의 10.68 찬송가는 그녀가 매우 아름답다고 칭송하며 경쟁자들에 대한 그녀의 질투를 언급한다. 또 다른 찬송가(10.159)는 인드라니가 자랑하며 남편을 정복했다고 주장한다고 묘사한다. 그는 그녀의 뜻에 복종한다. 그럼에도 불구하고, 같은 찬송가에서 인드라니는 인드라의 호의를 얻기 위해 신들에게 경쟁자들을 제거해달라고 요청한다. 리그베다의 한 찬송가는 인드라니와 인드라 사이의 다툼에 바쳐졌는데, 인드라니는 인드라의 애완 원숭이 브리샤카피의 장난에 짜증을 내고 그것에 대해 불평한다.
샤타파타 브라마나는 인드라니를 인드라의 연인이라고 언급한다. 타이티리야 브라마나는 인드라가 다른 여신들보다 인드라니를 선택한 것은 그녀의 아름다움과 관능미 때문이라고 시사한다. 학자들은 아이타레야 브라마나가 프라사하와 세나를 인드라의 아내로 언급하지만, 둘 다 인드라니와 동일시된다고 언급한다.

### 서사시 및 푸라나

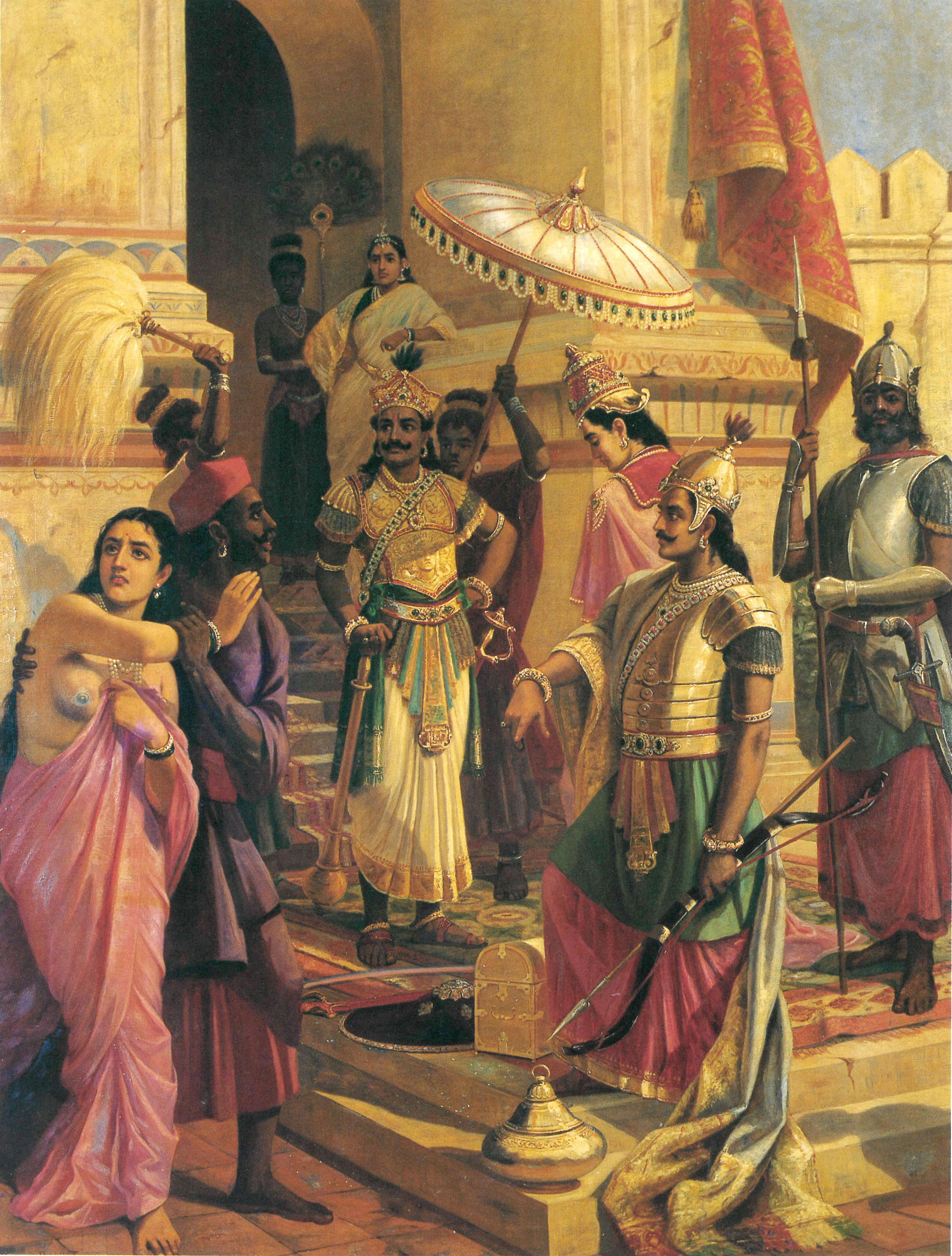
샤치(인드라니)는 여러 남자들의 욕망의 대상이었다. 라자 라비 바르마의 이 그림에서 샤치(가장 왼쪽)는 그의 아들 메그나다가 천국을 정복한 후 라바나에게 바쳐진다.

후기 힌두 경전, 즉 서사시 라마야나와 마하바라타, 그리고 푸라나에서 인드라니는 일반적으로 샤치로 불리며, 현자 카샤파와 그의 아내 다누의 아수라 (악마적 존재) 아들인 풀로만의 딸이다. 그녀는 인드라와 결혼하여 데바 (신들)의 여왕이 되었다. 바가바타 푸라나는 인드라와 샤치에게 자얀타, 리샤바, 미두샤라는 세 아들이 있었다고 언급한다. 일부 다른 문헌에서는 닐람바라와 리브후스가 포함된다. 인드라와 샤치에게는 인드라의 라이벌인 슈크라와 결혼한 자얀티라는 딸이 있었다. 일부 경전에서 인드라와 샤치는 그들의 딸 데바세나를 카르티케야에게 주었다.
작가 제임스 G. 로크테펠트는 샤치가 주요 인물이 아니며, 이는 후기 힌두 신화에서 인드라의 위상이 감소한 것을 반영할 수 있다고 말한다. 그는 샤치의 유일하게 중요한 역할은 나후샤 이야기에서라고 주장한다. 마하바라타에 따르면, 이 이야기에서 인드라는 한때 브라마학살 (브라만 살해)을 저질러 브리트라를 죽인 후, 자신의 죄에 대한 고행을 하기 위해 변장하여 떠났다. 이 기간 동안 데바들은 강력한 달 왕조의 인간 통치자인 나후샤를 하늘의 왕으로 임명했다. 그는 곧 자신의 힘에 자만하여 샤치를 탐했지만, 그녀는 그의 색정적인 접근을 거부하고 인드라의 스승인 브리하스파티의 보호를 구했다. 나후샤의 불법적인 행동에 분노한 데바들은 그녀에게 인드라를 다시 데려오라고 조언했고, 계획을 세운 후 샤치는 나후샤에게 갔다. 그녀는 나후샤에게 자신을 받아들이기 전에 인드라가 발견될 때까지 기다려야 한다고 말했고, 나후샤는 동의를 표했다. 인드라가 발견되어 죄에서 벗어났지만, 나후샤가 왕이었기 때문에 돌아오기를 거부하고 다시 숨었다. 여신 우파슈루티의 도움으로 샤치는 마나사로바르 호수에서 인드라를 찾았다. 인드라는 샤치에게 나후샤를 그의 자리에서 제거할 계획을 세우라고 제안했다. 그녀는 나후샤에게 돌아와 현자들이 끄는 가마를 타고 자신에게 오라고 요청했다. 나후샤는 성급함과 오만함 때문에 가마를 타면서 현자 아가스티아를 발로 찼다. 아가스티아는 나후샤가 하늘에서 떨어지고 뱀으로 변하도록 저주했다. 그리하여 인드라는 다시 하늘의 왕으로 복원되었고 샤치와 재회했다.

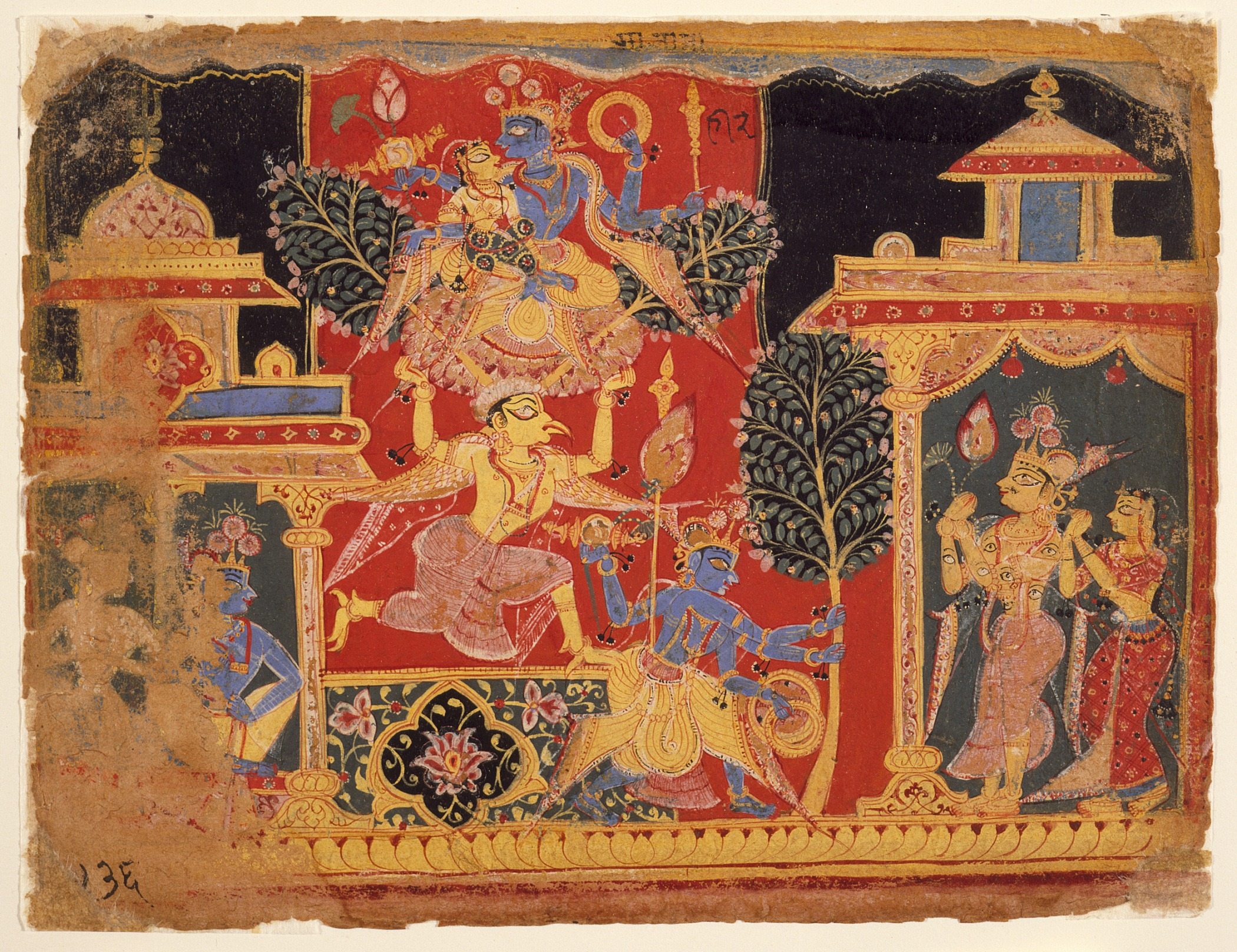
바가바타 푸라나의 한 삽화에서 크리슈나가 파리자타 나무를 뿌리째 뽑자 인드라와 샤치(인드라니)가 사과한다.

라마야나의 또 다른 이야기에 따르면, 다이티야 히란야카시푸의 아들 아누흘라다는 샤치와 결혼하고 싶어했지만 그녀는 거절했다. 그 결과, 그는 풀로만으로부터 그녀를 강제로 납치하여 결혼할 허락을 받았다. 납치 중 인드라는 아누흘라다와 샤치를 발견하고 아누흘라다와 풀로만을 죽여 아내를 구했다. 남인도 문헌 칸다 푸라나는 아수라 수라파드만이 샤치를 원했을 때, 인드라가 신 샤스타를 그녀의 수호자로 임명했다고 서술한다. 그가 부재 중일 때, 수라파드만의 누이가 샤치에게 와서 아수라와 결혼하도록 설득하려 했지만 실패했다. 서사시에서 샤치의 아름다움과 헌신은 로히니, 아룬드하티, 시타, 드라우파디와 같은 다른 여성들과 비교된다. 마하바라타는 또한 영웅 드라우파디가 샤치의 화신이었다고 언급하지만, 드라우파디는 다른 초기 문헌의 장들에서는 스리의 화신으로 칭송된다.
푸라나에 따르면 샤치는 파리자타 나무 (인도자스민)를 소유했는데, 이 나무는 삼드루 만타나 (대양 휘젓기)에서 나온 보물 중 하나였다. 비슈누 푸라나와 바가바타 푸라나에서 신 크리슈나와 그의 아내 사트야바마는 악마 나라카수라에게 도난당한 인드라 어머니 아디티의 귀걸이를 돌려주기 위해 아마라바티를 방문했다. 샤치는 사트야바마가 필멸자 출신이라는 이유로 그녀를 열등하다고 여겼고, 아디티에게 그녀를 소개할 때 제대로 대우하지 않았다. 나중에 인드라의 정원을 지나가던 중 사트야바마는 파리자타 나무를 보고 그것을 드바라카로 옮겨 심기로 결정했다. 샤치의 경비병들이 사트야바마에게 경고하자, 그녀는 샤치에게 인드라가 정말로 그녀의 뜻에 복종한다면 나무를 보호해달라고 요청하라고 도전했다. 경비병으로부터 사트야바마의 말을 들은 샤치는 남편에게 자신의 소유물을 되찾으라고 주장했다. 인드라와 크리슈나 사이에 전투가 벌어졌고, 후자가 승리하여 나무를 가져갔다.

#### 마트리카와의 연관성

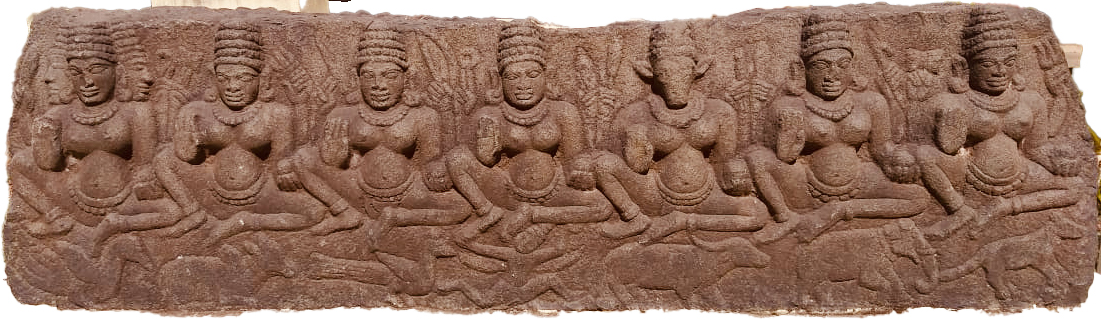
13세기 사프타마트리카 파나가르 사원군 유적, 샤크티 전통; 인드라니는 그녀 아래에 코끼리 상징을 가진 여신이다

샤크티파에서, 힌두교의 여신 지향적 종파인 인드라니 (또는 아인드리)는 삽타 마트리카—일곱 신성한 어머니 중 한 명의 이름이다. 때때로 인드라의 아내와 마트리카는 하나의 여신으로 동일시된다.
마트리카의 전설은 다양한 문헌에 서술되어 있다. 데비 마하트미얌에서, 신들이 강력한 악마 슘바와 니슘바를 물리칠 수 없었을 때, 그들의 샤크티 (힘)는 자신을 의인화하여 악마를 물리쳤다. 인드라니는 인드라로부터 나타났으며 그와 유사한 특징을 가진다고 묘사된다. 데비 마하트미얌의 후기 장에 따르면, 마트리카는 피 한 방울이 땅에 닿을 때마다 자신을 증식시키는 힘을 가진 악마 락타비자를 물리치기 위해 다시 나타났다. 이 전투에서 마트리카는 최고 여신의 여러 부분에서 나타났다.
바라하 푸라나는 각 마트리카를 감정과 연결시킨다. 인드라니는 질투와 연결된다.

## 도상학과 숭배
인드라니와 인드라의 조각은 힌두 사원에서 흔하다. 그들은 일반적으로 흰 코끼리 아이라바타 위에 앉아 있는 모습으로 묘사된다. 비슈누다르모타라에 묘사된 도상학을 설명하면서, 고고학자 T.A. 고피나타 라오는 인드라니가 두 팔을 가지고 남편의 무릎에 앉아 있는 모습으로 묘사되어야 한다고 썼다. 그녀는 황금빛 피부를 가지고 푸른 옷을 입고 있다. 한 손은 인드라를 안고 있고, 다른 한 손은 산타나-만자리를 들고 있다. 암슘앗베다-아가마 텍스트에는 유사한 설명이 있는데, 이에 따르면 그녀는 기쁨에 찬 젊은 여성으로, 온갖 장신구로 장식하고 손에 웃팔라 꽃 (님파이아 누찰리)을 들고 있는 모습으로 나타나야 한다.
라오는 마트리카 인드라니를 세 눈과 네 손을 가진 붉은색 여신으로 묘사한다. 그녀의 두 손은 바라다와 아바야 무드라를 취하고 있어야 하며, 다른 두 손은 바즈라 (번개)와 창을 들고 있어야 한다. 그녀는 머리에 키리타를 쓰고 다양한 장신구로 장식되어 있다. 그녀의 바하나 (탈것)와 상징 깃발은 코끼리이다. 비슈누다르모타라에 따르면, 인드라처럼 인드라니는 노란색이며 천 개의 눈을 가지고 있다. 그녀는 여섯 팔을 가지고 있으며, 그 중 네 팔은 수트라, 바즈라, 항아리, 용기를 들고 있다. 나머지 두 팔은 아바야와 바라다 무드라를 취하고 있다. 데비 바가바타 푸라나는 인드라니가 두 팔을 가지고 앙쿠샤 (고창)와 바즈라를 들고 있다고 말하며, 푸르바 카랑가마는 그녀가 두 눈을 가지고 한 손에 연꽃을 들고 있는 것으로 묘사한다. 인드라니는 칼파카 나무와 관련이 있으며, 때때로 사자가 그녀의 바하나로 언급되기도 한다.
인드라니는 보통 인드라와 함께 숭배되며 독립적인 신으로 숭배되는 경우는 드물다. 작가 로셴 달라르는 인드라와 인드라니가 비다르바 왕가의 쿨 데바타 (가족 신)라고 말한다. 하리밤샤에서 크리슈나의 주요 아내인 루크미니는 인드라와 샤치에게 헌정된 사원을 방문했다. 힌두 점성술에서 인드라니는 슈크라 (금성)를 다스리며 라자스의 품질을 상징한다. 7세기 하르샤차리타는 차란들이 여신 인드라니의 사원에 모이는 것을 언급한다. 현대에는 인드라니가 종종 같은 이름의 마트리카와 동일시되어 다른 마트리카들과 함께 숭배된다. 아샤다 나브라트리 동안 인드라니에게 바쳐진 푸자 (숭배)가 행해진다.

## 다른 종교에서

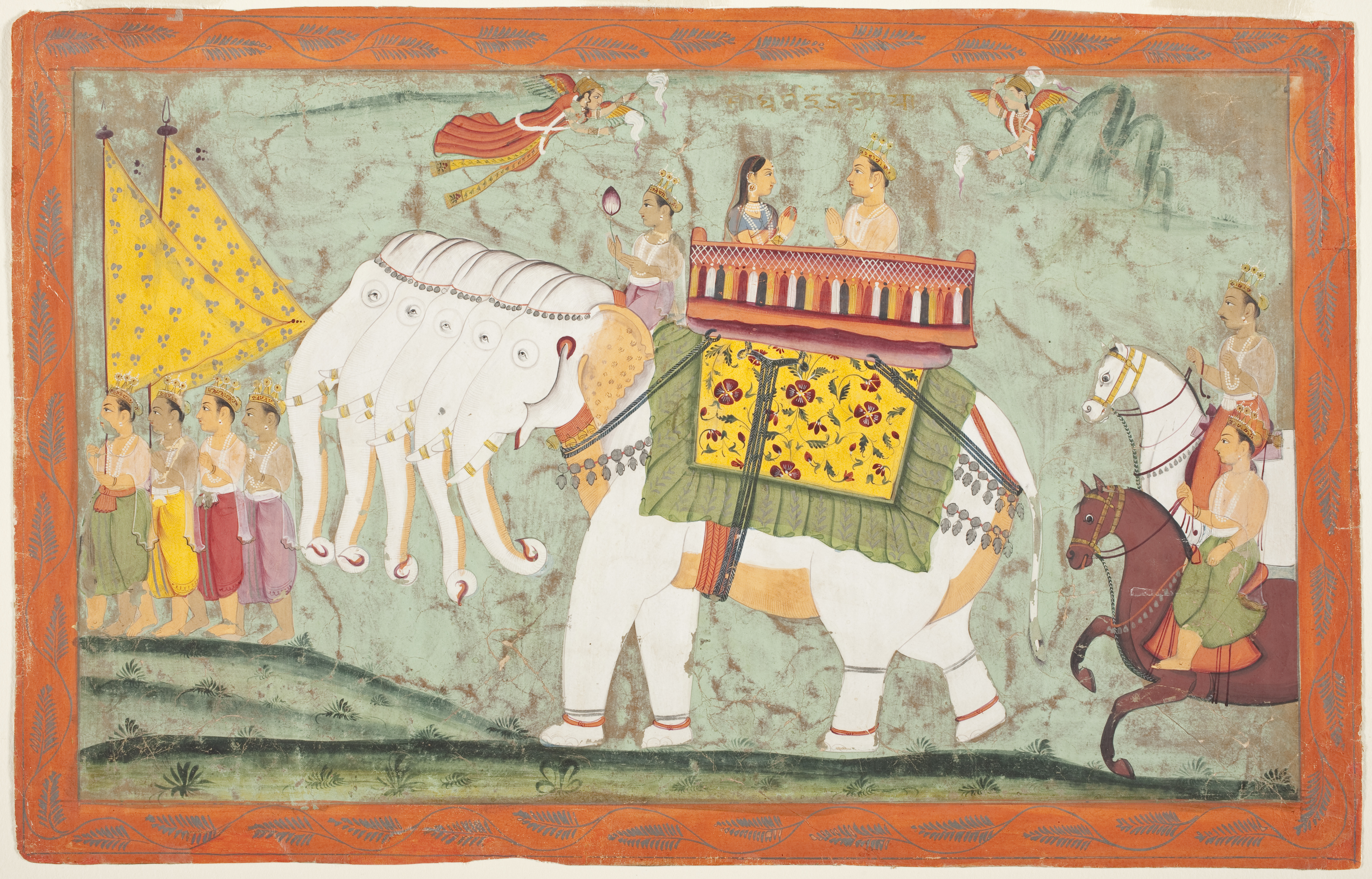
인드라와 인드라니가 아이라바타를 타고 있다. 자이나교 경전인 판치 칼리야나카의 삽화, c. 1670, LACMA 박물관 소장, 원래는 암베르에서 제작

인드라니는 다른 종교에도 존재하지만, 그 역할은 미미하다.
자이나교 전통에서 그녀는 인드라의 거울 이미지이며, 이상적인 부부를 상징한다. 신화에 따르면, 티르탕카라가 태어날 때 인드라는 배우자인 인드라니와 함께 거대한 코끼리 아이라바타를 타고 이 행사를 축하하기 위해 내려온다.
불교 팔리어 경전에서 인드라니는 제석천의 아내인 수자(Sujā)로 언급된다. 아수라 베마치트린에게서 태어난 수자는 긴 과정을 거쳐 여러 생을 거듭하며 자신을 정화하여 제석천의 아내가 되었다. 베마치트린은 그의 숙적이었으므로, 제석천은 늙은 아수라로 변장하여 수자에게 와서 그녀를 데려갔다. 베마치트린을 물리친 후, 수자와 제석천은 결혼했고 그녀는 그의 수석 배우자가 되었다.

## 내용주
1. ↑  대조적으로, 알랭 다니엘루는 인드라가 샤치와 도피한 후 풀로만이 살해당했다고 썼다.[7]

### 인용
1. 1 2  Chandra 1998.
2. 1 2 3 4  Kinsley 1988, 17쪽.
3. ↑  Monier-Williams 1872, 141쪽.
4. 1 2  Monier-Williams 1872, 989쪽.
5. 1 2  Dalal 2014, 164쪽.
6. ↑  Pintchman, Tracy (2015년 4월 15일). 《The Rise of the Goddess in the Hindu Tradition》 (영어). State University of New York Press. ISBN 978-1-4384-1618-2.
7. 1 2 3 4  Daniélou 1991, 109쪽.
8. ↑  Gandhi 1993, 158쪽.
9. 1 2  Dalal 2014, 165–166쪽.
10. ↑  Gandhi 1993, 89쪽.
11. 1 2 3 4  Dalal 2014.
12. 1 2  Kapoor 2002, 969쪽.
13. ↑  Muir 1870.
14. 1 2  Dalal 2014, 166쪽.
15. ↑  Jordan 2014.
16. 1 2  Lochtefeld 2001, 297쪽.
17. ↑  Mani 1975, 516쪽.
18. ↑  Mani 1975, 660쪽.
19. ↑  Sarkar 1989, 126쪽.
20. ↑  Debroy 2015.
21. ↑  Mani 1975, 6쪽.
22. ↑  Sinha 2020.
23. ↑  Debroy 2017a.
24. 1 2  Mani 1975, 330쪽.
25. ↑  Dalal 2014, 399쪽.
26. ↑  Mukherjee 1999, 29, 39쪽.
27. ↑  Debroy 2017b.
28. ↑  Brodbeck & Black 2007, 136쪽.
29. ↑  Bhattacharya 1996.
30. ↑  Cush, Robinson & York 2012, 775쪽.
31. ↑  Kinsley 1988, 156쪽.
32. ↑  Cush, Robinson & York 2012, 739쪽.
33. 1 2  Kinsley 1988, 159쪽.
34. 1 2  Leeming & Fee 2016.
35. ↑  Gopinatha Rao 1916, 520쪽.
36. 1 2  Rao 1997, 385쪽.
37. ↑  Stutley 2019.
38. ↑  Dalal 2014, 165쪽.
39. ↑  www.wisdomlib.org (2020년 11월 14일). “An Account of Rukshmi: Krishna Takes Away Rukshmini [Chapter 60]”. 《www.wisdomlib.org》 (영어). 2024년 9월 2일에 확인함.
40. ↑  Kalomiris 2019.
41. ↑  Datta, Amaresh (1988). 《Encyclopaedia of Indian Literature: Devraj to Jyoti》 (영어). Sahitya Akademi. ISBN 978-81-260-1194-0. In his Harshacharita Bana informs that Charanas of various branches had come from far off places and assembled in a small room where the goddess Indrani was worshipped.
42. ↑  Banerjee, Nikita (2019년 4월 8일). “Ashtami – Why is Ashtami the most important day during Navratri?”. 《The Times of India》 (영어). 2021년 6월 2일에 확인함.
43. 1 2  Appleton 2016.
44. ↑  Goswamy 2014, 245쪽.
45. ↑  Daniélou 1991, 487쪽.
46. ↑  “Suja, Sujā: 6 definitions”. 《www.wisdomlib.org》. 2009년 4월 12일. 2021년 4월 29일에 확인함.

### 출전
- Kinsley, David (1988). 《Hindu Goddesses: Visions of the Divine Feminine in the Hindu Religious Tradition》. University of California Press. 17–18; 156–158쪽. ISBN 978-0-520-90883-3.
- Monier-Williams, Monier (1872). 《A Sanskrit-English Dictionary》 (영어). Clarendon.
- Dalal, Roshen (2014년 4월 18일). 《Hinduism: An Alphabetical Guide》 (영어). Penguin UK. ISBN 978-81-8475-277-9.
- Leeming, David; Fee, Christopher (2016년 3월 15일). 《The Goddess: Myths of the Great Mother》 (영어). Reaktion Books. ISBN 978-1-78023-538-7.
- Mani, Vettam (1975). 《Puranic encyclopaedia : a comprehensive dictionary with special reference to the epic and Puranic literature》. Robarts – University of Toronto. Delhi : Motilal Banarsidass. 330, 660쪽.
- Sinha, Purnendu Narayana (2020년 9월 28일). 《A Study of the Bhagavata Purana: Or, Esoteric Hinduism》 (영어). Library of Alexandria. ISBN 978-1-4655-2506-2.
- Daniélou, Alain (December 1991). 《The Myths and Gods of India: The Classic Work on Hindu Polytheism from the Princeton Bollingen Series》 (영어). Inner Traditions / Bear & Co. ISBN 978-0-89281-354-4.
- Bhattacharya, Sunil Kumar (1996). 《Krishna-cult in Indian Art》 (영어). M.D. Publications Pvt. Ltd. ISBN 978-81-7533-001-6.
- Mukherjee, Prabhati (1999). 《Hindu Women: Normative Models》. Calcutta: Orient Blackswan. ISBN 81-250-1699-6.
- Gandhi, Maneka (1993). 《The Penguin Book of Hindu Names》 (영어). Penguin Books India. ISBN 978-0-14-012841-3.
- Lochtefeld, James G. (2001년 12월 15일). 《The Illustrated Encyclopedia of Hinduism, Volume 1》 (영어). The Rosen Publishing Group, Inc. ISBN 978-0-8239-3179-8.
- Brodbeck, Simon; Black, Brian (2007년 8월 9일). 《Gender and Narrative in the Mahabharata》 (영어). Routledge. ISBN 978-1-134-11995-0.
- Debroy, Bibek (2017a). 《The Valmiki Ramayana: Vol. 2》 (영어). Penguin Random House India Private Limited. ISBN 978-93-87326-27-9.
- Debroy, Bibek (2017b). 《The Valmiki Ramayana: Vol. 3》 (영어). Penguin Random House India Private Limited. ISBN 978-93-87326-28-6.
- Jordan, Michael (2014년 5월 14일). 《Dictionary of Gods and Goddesses》 (영어). Infobase Publishing. ISBN 978-1-4381-0985-5.
- Stutley, Margaret (2019년 4월 9일). 《The Illustrated Dictionary of Hindu Iconography》 (영어). Routledge. ISBN 978-0-429-62425-4.
- Muir, John (1870). 《Original Sanskrit Texts on the Origin and History of the People of India, Their Religion and Institutions: Contributions to a knowledge of the cosmogony, mythology, religious ideas, life and manners, of the Indians in the Vedic age. Volume fifth》 (영어). Trübner & Company.
- Rao, T. A. Gopinatha (1997). 《Elements of Hindu Iconography》 (영어). Motilal Banarsidass Publishers. ISBN 978-81-208-0876-8.
- Gopinatha Rao, T. A. (1916). 《Elements Of Hindu Iconography, Vol. II Part II》.
- Kapoor, Subodh (2002). 《Encyclopaedia of Vedic Philosophy: The Age, Religion, Literature, Pantheon, Philosophy, Traditions, and Teachers of the Vedas》 (영어). Cosmo. ISBN 978-81-7755-357-4.
- Cush, Denise; Robinson, Catherine; York, Michael (2012년 8월 21일). 《Encyclopedia of Hinduism》 (영어). Routledge. ISBN 978-1-135-18978-5.
- Chandra, Suresh (1998). 《Encyclopaedia of Hindu Gods and Goddesses》 (영어). Sarup & Sons. ISBN 978-81-7625-039-9.
- Kalomiris, James (2019년 9월 4일). 《The Vedic Astrologer: The Spiritual Legacy of the Nakshatras》 (영어). Balboa Press. ISBN 978-1-9822-2638-1.
- Debroy, Bibek (2015년 6월 1일). 《The Mahabharata: Volume 4》 (영어). Penguin UK. ISBN 978-81-8475-534-3.
- Sarkar, Rabindra Nath (1989). 《An Episodic Interpretation of the Mahabharata》 (영어). Atlantic Publishers & Distri.
- Goswamy, B. N. (2014). 《The Spirit of Indian Painting: Close Encounters with 100 Great Works 1100–1900》. Penguin Books. ISBN 978-0-670-08657-3.
- Appleton, Naomi (2016년 11월 25일). 《Shared Characters in Jain, Buddhist and Hindu Narrative: Gods, Kings and Other Heroes》 (영어). Routledge. ISBN 978-1-317-05574-7.